# Antonio Valle Sánchez
Antonio Valle Sánchez (1 de diciembre de 1930,  Málaga - 24 de junio de 2012, ibíd.) fue un matemático español. Primer presidente de la Sociedad Española de Matemática Aplicada (SeMA), su labor docente e investigadora ha sido decisiva para el avance del estudio teórico y numérico  de las ecuaciones diferenciales en España .

## Reseña biográfica

### Trayectoria académica
- Licenciatura de Matemática: Universidad Complutense de Madrid (1959).

- Doctorado en Matemática. Director: Jacques-Louis Lions.

- Investigador: Instituto Jorge Juan (CSIC) (1960-66).

- Catedrático de Análisis Matemático en las Universidades de Santiago de Compostela (1967-1973), Sevilla (-1984) y Málaga (hasta su jubilación)

- Ocupó diferentes cargos académicos en estas universidades: Director de Departamento, Decano de la Facultad de Ciencias, Vicerrector de Investigación.

- Dirigió 18 tesis doctorales[2]

## Premios y reconocimientos
- Caballero de la Ordre Nationale du Mérite (Gobierno francés, septiembre de 1997)
- Insignia de Oro de la Universidad de Santiago de Compostela[3]
- Desde el año 2013, el Premio SeMA de la Sociedad Española de Matemática Aplicada (SeMA) al joven investigador lleva el nombre de Antonio Valle.[4]